# Pena de muerte en San Cristóbal y Nieves
La pena de muerte es una sanción legal en la Federación de San Cristóbal y Nieves, y se lleva a cabo mediante la horca en la Prisión de Su Majestad en Basseterre. La pena de muerte sólo puede aplicarse por homicidio agravado y traición a la patria.
Desde que obtuvo su soberanía en 1983, San Cristóbal y Nieves ha ejecutado solo a tres personas, y la ejecución más reciente se llevó a cabo en 2008, cuando Charles Laplace fue ahorcado por asesinar a su esposa. Desde 2018, el país no tiene reclusos en el corredor de la muerte.
Como parte de su política exterior, San Cristóbal y Nieves votó en contra de la moratoria de Naciones Unidas de la pena de muerte en los años 2007, 2008, 2010, 2012, 2014, 2016 y 2018. [cita requerida].